# Roger Léonard
Joseph Étienne Roger Léonard (* 27. April 1898 in Bordeaux; † 17. Juni 1987 in Paris) war ein französischer Verwaltungsbeamter, der unter anderem zwischen 1947 und 1951 Polizeipräfekt von Paris, von 1951 bis 1955 Generalgouverneur von Algerien sowie zwischen 1955 und 1969 Erster Präsident des Rechnungshofes (Cour des Comptes) war.

## Leben

### Studien, Eintritt in den Verwaltungsdienst und Weltkriege

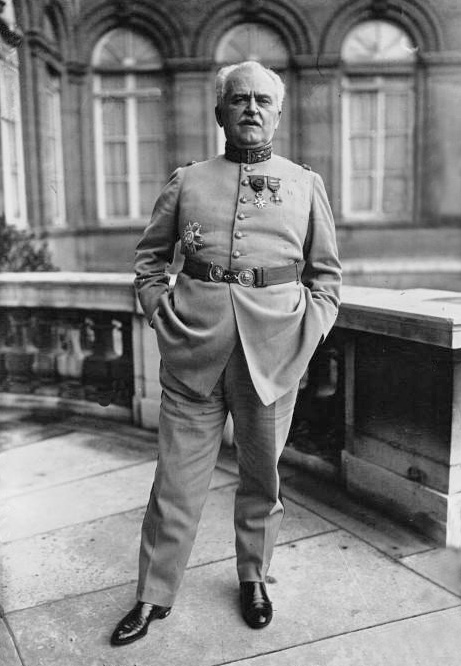
Kriegsminister General Charles Nollet, dessen Sekretariatschef Roger Léonard 1924 wurde.

Joseph Étienne Roger Léonard begann nach dem Besuch eines Lycée in Bordeaux ein Studium der Literaturwissenschaften an der Universität Bordeaux, das er am 29. Juni 1917 mit einem Lizenziat (Licences ès lettres) beendete. Während des Ersten Weltkrieges wurde er am 16. April 1917 zum Kriegsdienst einberufen und schied am 24. Oktober 1919 aus dem Militärdienst aus. Für seine Verdienste wurde ihm das Croix de guerre 1914–1918 verliehen. Ein Studium der Rechtswissenschaften an der Universität Bordeaux sowie der Universität von Paris schloss er am 6. Juli 1920 ebenfalls mit einem Lizenziat (Licences en droit) ab. Er war ebenfalls Absolvent der École libre des sciences politiques und wurde nach seinem Eintritt in den Verwaltungsdienst am 15. Dezember 1921 Kabinettschef (Chef de cabinet) des Präfekten des Département Gironde. Im Juni 1924 wurde er Chef des Sekretariats von Kriegsminister General Charles Nollet. Am 11. Oktober 1924 wurde er Unterpräfekt (Sous-préfet) des Arrondissement Blaye, aber bereits am 15. November 1924 für andere Aufgaben freigestellt. Am 18. April 1925 wurde er stellvertretender Kabinettschef von Handels- und Industrieminister Charles Chaumet und daraufhin am 7. September 1926 zum Amt des Premierministers (Présidence du conseil) abgeordnet, in dem er erst Stellvertretender Leiter sowie am 16. Juli 1927 Leiter der Generaldirektion der Dienste im Elsass und in Lothringen wurde. Am 27. Mai 1930 wurde er Unterpräfekt des Arrondissement Haguenau und kurz darauf am 29. September 1930 erneut zur besonderen Verfügung der Generaldirektion der Dienste im Elsass und in Lothringen abgeordnet. Für seine Verdienste wurde ihm am 26. Januar 1932 das Ritterkreuz der Ehrenlegion verliehen.
Am 19. Mai 1934 wurde Léonard Unterpräfekt des Arrondissement Thionville und am 3. Februar 1938 als Vortragender Rat (Maître des requêtes) Mitarbeiter des Staatsrates (Conseil d’État). Am 1. Juni 1939 wechselte er als Direktor der Abteilung für Verhandlungen der Militärjustiz und der Gendarmerie ins Kriegsministerium (Ministère de la guerre). Er wurde von diesen Pflichten entbunden, weil er trotz der erhaltenen Weisungen keine Verfahren gegen Politiker wie Édouard Daladier und Pierre Mendès France einleitete, die als Passagiere der SS Massilia nach dem Waffenstillstand von Compiègne 1940 vor dem Vichy-Regime aus Frankreich nach Französisch-Nordafrika flohen. Daraufhin übernahm er am 4. Juli 1940 wieder sein Amt als Maître des requêtes am Conseil d’État und wurde am 3. Oktober 1943 vom Französischen Komitee für die Nationale Befreiung CFLN (Comité français de Libération nationale) zum Präfekt ernannt. Am 22. Mai 1944 wurde er als Nachfolger von Pierre Revilliod zum Präfekten des Départements Seine-et-Oise ernannt und übernahm dieses Amt formell am 25. August 1944. Zusätzlich wurde er am 27. Dezember 1944 Mitglied des Staatsrates (Conseiller d’État) und am 18. April 1946 rückwirkend für den Zeitraum vom 4. Juli 1940 bis zum 24. August 1944 wieder als Direktor im Kriegsministerium bestätigt. Für seine Verdienste im Zweiten Weltkrieg wurde ihm auch das Croix de guerre 1939–1945 verliehen sowie am 15. Januar 1947 wurde er zum Kommandeur der Ehrenlegion ernannt.

### Pariser Polizeipräfekt, Generalgouverneur von Algerien und Erster Präsident des Rechnungshofes
Als Nachfolger von Armand Ziwès wurde Roger Léonard am 27. Mai 1947 Polizeipräfekt von Paris, während Armand Ziwès ihn als Präfekt des Département Seine-et-Oise ablöste. Das Amt des Polizeipräfekten von Paris hatte er bis zum 12. April 1951 inne, woraufhin Jean Baylot seine Nachfolge antrat. Für seine Verdienste in dieser Verwendung wurde er am 2. August 1950 außerdem zum Großoffizier der Ehrenlegion ernannt.
Als Nachfolger von Marcel Edmond Naegelen übernahm Léonard am 12. April 1951 das Amt als Generalgouverneur von Algerien und bekleidete dieses bis zum 26. Januar 1955, woraufhin Jacques Soustelle ihn ablöste. Anschließend wurde er am 2. Februar 1955 Nachfolger von Édouard Parent Erster Präsident des Rechnungshofes (Cour des Comptes) und hatte dieses Amt bis zum 4. Mai 1969 inne, woraufhin André d’Estresse de Lanzac am 27. August 1969 sein Nachfolger wurde. Er wurde Ehrenmitglied des Staatsrates (Conseiller d’État honoraire) und wurde 1970 Präsident sowie später Ehrenpräsident der Autobahn-Finanzierungs- und Betriebsgesellschaft (Compagnie financière et industrielle des autoroutes). 